# Bob John Hassan Koroma

Wappen von Bob John Hassan Koroma

Bob John Hassan Koroma (* 17. November 1971 in Kamabai, Bombali) ist ein sierra-leonischer Geistlicher und römisch-katholischer Bischof von Makeni.

## Leben
Bob John Hassan Koroma empfing am 25. April 1999 das Sakrament der Priesterweihe für das Bistum Makeni.
Nach weiteren Studien erwarb er am Päpstlichen Bibelinstitut das Lizenziat; anschließend wurde er an der Päpstlichen Universität Urbaniana in biblischer Theologie promoviert. Er war zeitweise Mitarbeiter von Radio Vatikan. Von 2008 bis 2014 war er Professor für biblische Theologie und Studiendekan am Priesterseminar in Freetown. Dessen ungeachtet war er von 2005 bis 2013 in der Pfarrseelsorge in Tiverton in den USA tätig. 2015 wurde er Pfarrer in Magburaka und Professor an der Diözesanuniversität in Makeni. Ab 2016 war er Pfarradministrator an der Kathedrale.
Papst Franziskus ernannte ihn am 11. Februar 2023 zum Bischof von Makeni. Der Apostolische Nuntius in Sierra Leone, Erzbischof Walter Erbì, spendete ihm am 13. Mai desselben Jahres im Pastoralzentrum von Makeni die Bischofsweihe. Mitkonsekratoren waren der Erzbischof von Freetown, Edward Tamba Charles, und Bischof Natale Paganelli SX, der das Bistum Makeni zuvor mehr als zehn Jahre als Apostolischer Administrator verwaltet hatte. Die Amtseinführung fand einen Tag später statt.